# Гіромотор
Гіромото́р , гіродвигун (англ. gyroengine, нім. Gyromotor) — електродвигун, у якого статор знаходиться всередині ротора. Таке розташування ротора і підвищена частота живильного струму (200—500 Гц) дозволяють отримати досить великий кінетичний момент при малих габаритах.
Використовується у гірокомпасах та гіротеодолітах.